# Strimtulpan
Strimtulpan (Tulipa greigii) är en liljeväxtart som beskrevs av Eduard August von Regel. Enligt Catalogue of Life ingår Strimtulpan i släktet tulpaner och familjen liljeväxter, men enligt Dyntaxa är tillhörigheten istället släktet tulpaner och familjen liljeväxter. Arten förekommer tillfälligt i Sverige, men reproducerar sig inte. Inga underarter finns listade.

## Bildgalleri

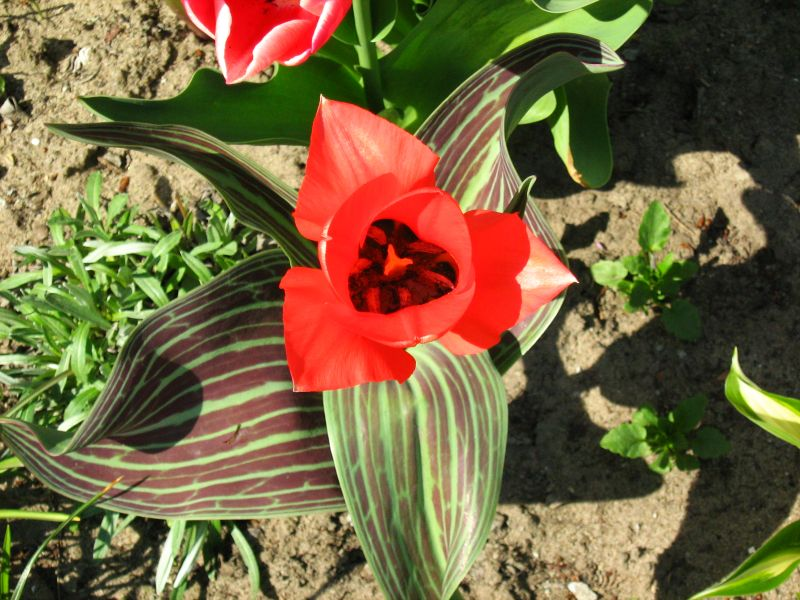
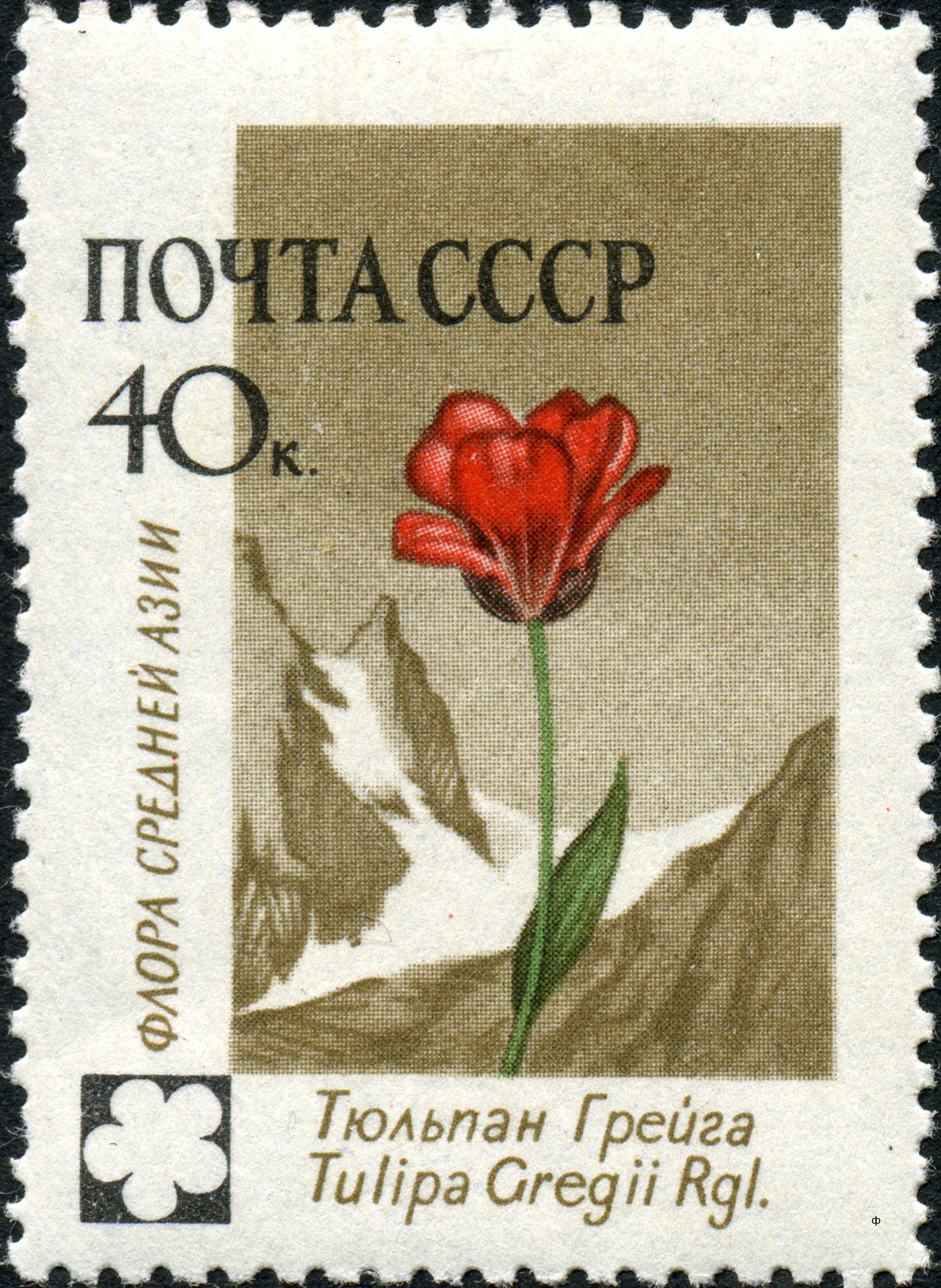
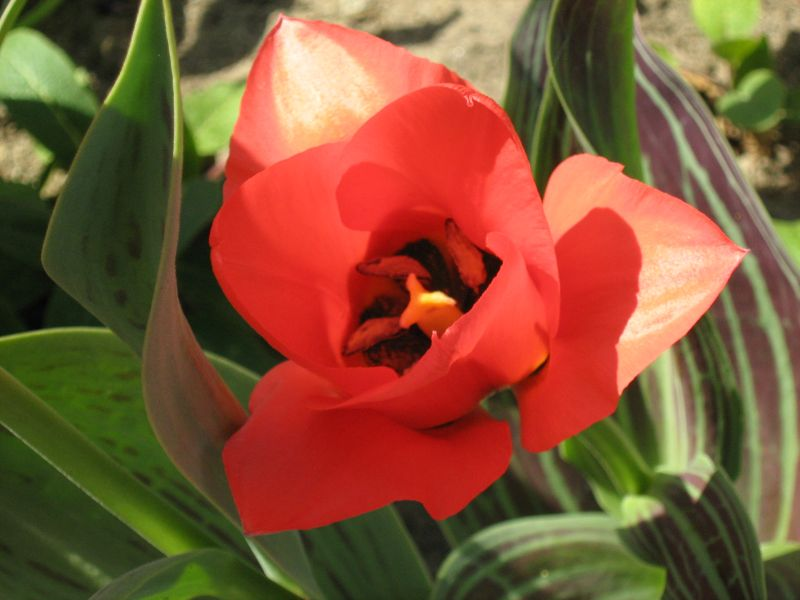
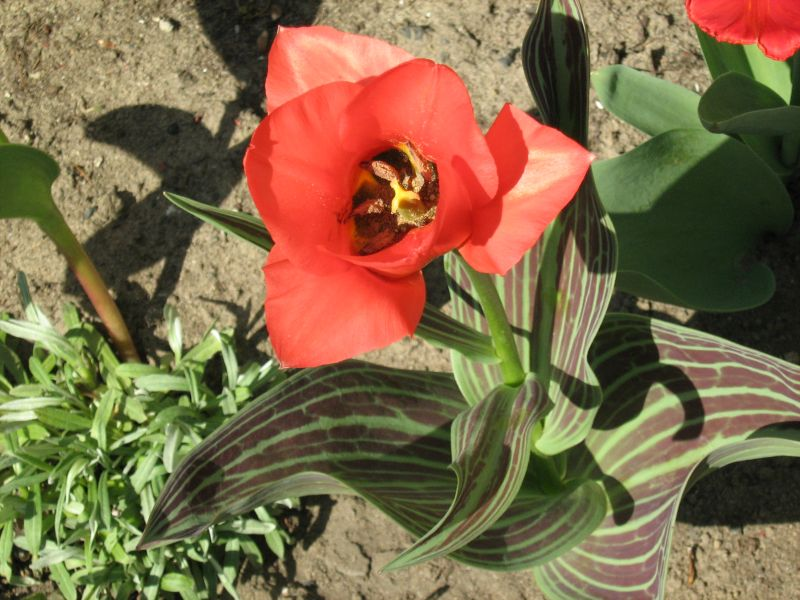
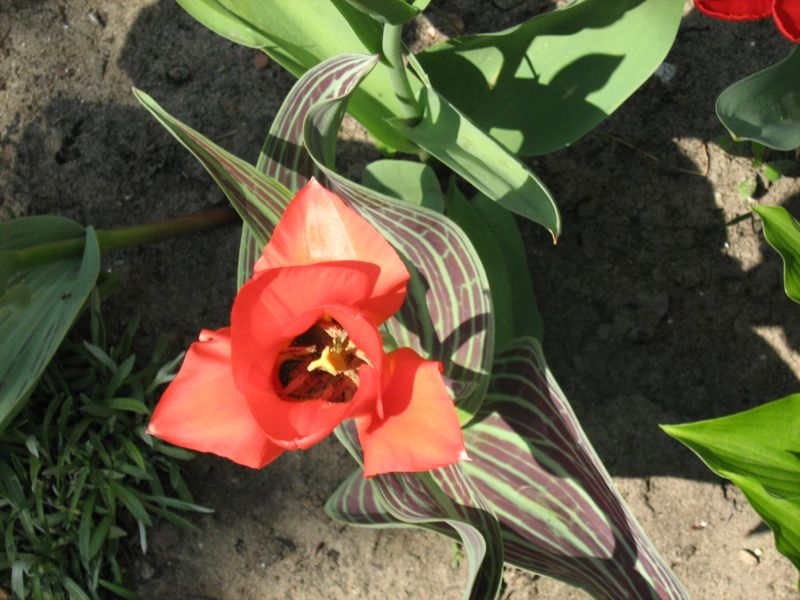
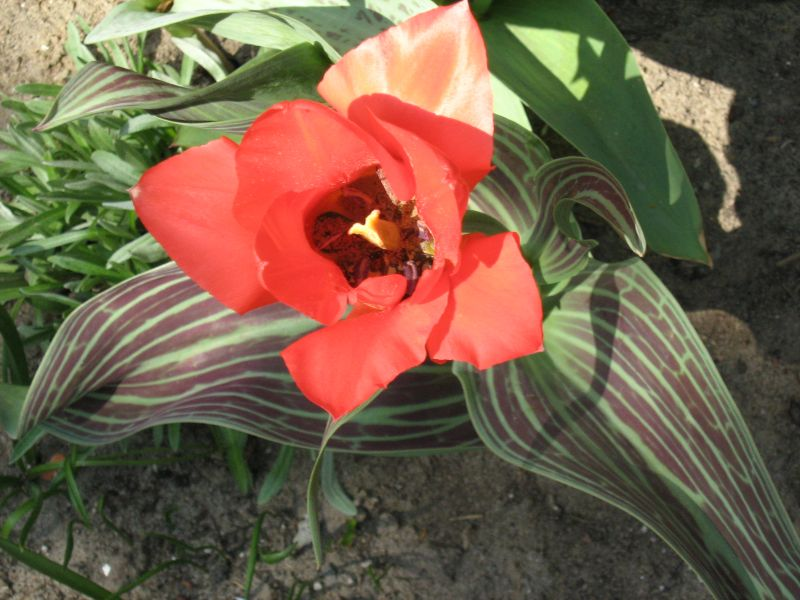